# چرخش فرهنگی
چرخش فرهنگی (به انگلیسی:cultural turn) جنبشی است که در اوایل دهه ۱۹۷۰ میلادی در میان دانشمندان علوم انسانی و اجتماعی آغاز شد تا فرهنگ را به کانون بحث‌های معاصر تبدیل کند. این چرخش همچنین تغییر در تأکید به سمت معنا و دور شدن از یک معرفت‌شناسی اثبات‌گرا را توصیف می‌کند. چرخش فرهنگی در سال ۲۰۰۵ میلادی و توسط «Lynette Spillman» و «Mark D. Jacobs» به عنوان «یکی از تأثیرگذارترین گرایش‌ها در علوم انسانی و اجتماعی در نسل گذشته» توصیف شد. یک تاریخ‌نگار برجسته استدلال می‌کند که چرخش فرهنگی شامل مجموعه وسیعی از انگیزه‌های نظری جدید است که از حوزه‌هایی که قبلاً پیرامون علوم اجتماعی بودند، به‌ویژه پساساختارگرایی، مطالعات فرهنگی، نقد ادبی، و اشکال مختلف تحلیل زبان‌شناختی، که بر «نقش علّی و تشکیل‌دهنده اجتماعی فرایندها و سیستم‌های فرهنگی/معنایی» تأکید داشتند.

## پیش‌زمینه
چرخش فرهنگی در اواخر قرن بیستم به عنوان اشاره به یک تغییر اساسی در جامعه یا یک تغییر تحلیلی در میان دانشگاهیان است. اولی استدلال می‌کند که فرهنگ نقش مهم‌تری در جوامع پیشرفته ایفا می‌کند، که با مفهوم پست مدرنیته به عنوان یک دوره تاریخی که در آن مردم «بر اهمیت هنر و فرهنگ برای آموزش، رشد اخلاقی، و انتقاد و تغییر اجتماعی تأکید می‌کنند» مطابقت دارد. دومی تغییری در میان دانشگاهیان برای قرار دادن مفهوم فرهنگ و مفاهیم مرتبط با معنا، شناخت، عاطفه، نشانه‌ها و نمادها در مرکز تمرکز مفاهیم روش‌شناسی و نظری است. برخی استدلال می‌کنند که تغییر تحلیلی برگرفته از تغییر در واقعیت و ماهوی است.
فرهنگ را می‌توان اینگونه تعریف کرد: «فرایند اجتماعی که در آن افراد معانی را به هم منتقل می‌کنند، دنیای خود را معنا می‌کنند، هویت خود را می‌سازند و باورها و ارزش‌های خود را تعریف می‌کنند». یا از نظر گئورگ زیمل فرهنگ به «پرورش افراد از طریق عاملیت اشکال بیرونی که در طول تاریخ عینیت یافته‌اند» اشاره دارد؛ بنابراین فرهنگ را می‌توان در طیفی از تنهایی گرایی صرفاً خودتنهاانگارایانه تا اشکال عینی سازماندها و تعامل‌های اجتماعی تفسیر کرد.